# Peter Issig (Künstler)
Peter Issig (* 27. September 1965 in Solingen) ist ein deutscher Jazzbassist und Videokünstler.
Issig arbeitet seit 1991 als freischaffender Musiker. Nach Tourneen mit der John C. Marshall Band tourte er 1993 mit Inga Rumpf sowie mit Ali Claudi, Jimmy Jackson, Angela Brown und Gene Conners. Im gleichen Jahr erschien sein erstes Soloalbum Bass in Cyberspace, dem 2006 die Soloproduktion Zombie and the Ghosttrain folgte.
2001 gründete er die Gruppe Perlon, mit der er Konzerte gab, CDs einspielte und eine Konzertreise durch Spanien unternahm. 2002 schrieb er Musik und Sounddesign zu Jojo Enßlins Spielfilm Solanine. Seit 2004 ist er auch als Videokünstler aktiv und Mitglied im Künstlerkollektiv Weltausstellung (Thilo Schölpen, Robert Schleisiek, Uli Kürner, Anja Lautermann, Uwe Möllhusen, Dirk Ferdinand und Stefan Juerke), das neben Konzerten multimediale Performances und Installationen präsentiert.
2005 erhielt er mit der Gruppe Kiesgroup den Kulturförderpreis der Stadt Düsseldorf. 2006 trug er zur Nacht der Museen in Düsseldorf die Sound-Video-Installation Floorscape –Environment bei und veröffentlichte eine CD mit der Band kiesgroup. Weiterhin arbeitete er mit der Gruppe Analogue Birds (mit Tom Fronza und Sven Kosakowski) und ist Mitglied der Formation Jazz Konfekt (mit Meinolf Humpert, Manni von Dits, Wolfgang Scheelen und Ulf Seiffert).